# Gelanes turkmenicus
Gelanes turkmenicus är en stekelart som beskrevs av Andrey Ivanovich Khalaim 2002. Gelanes turkmenicus ingår i släktet Gelanes och familjen brokparasitsteklar. Inga underarter finns listade i Catalogue of Life.